# Chlorure d'allyle
Le chlorure d'allyle ou chlorure allylique ou encore 3-chloroprop-1-ène est le composé organique de formule semi-développée CH2=CH–CH2Cl. Il présente un groupe alcène ou allylique à côté d'un groupe chlorométhyle. Cet haloalcène liquide et incolore est quasiment insoluble dans l'eau mais est soluble dans la plupart des solvants organiques courants. Il est principalement converti en épichlorohydrine (1-chloro-2,3-époxypropane) qui est utilisée dans la production de résines, plastiques, explosifs.

## Production
Le chlorure d'allyle est préparé par réaction du chlore sur le propène. À basse température, le produit principal est le 1,2-dichloropropane mais à 500 °C, le chlorure d'allyle formé par une réaction radicalaire, devient prédominant :
CH3CH=CH2  +  Cl2   →  ClCH2CH=CH2  +  HCl
Environ 800 000 tonnes de chlorure d'allyle sont produits annuellement par cette réaction.

## Réactions et utilisations
La grande majorité du chlorure d'allyle produit est converti en épichlorhydrine.
Au laboratoire, le chlorure d'allyle est un agent alkylant courant, pratique pour la préparation de médicaments et de pesticides. Des exemples de sa réactivité incluent sa cyanation vers le cyanure d'allyle, (CH2=CHCH2CN), le couplage réductif qui donne le diallyle (CH2=CHCH2-CH2CH=CH2), l'addition oxydante sur le palladium qui donne le chlorure d'allylpalladium dimérique (C3H5)2Pd2Cl2 et la déshydrohalogénation vers le cyclopropène. Les dérivés commercialement importants sont l'alcool allylique, l'allylamine et l'isothiocyanate d'allyle (huile de moutarde synthétique) et l'allyltriméthylsilane.

## Sécurité
Le chlorure d'allyle est très toxique à court et à long terme, suspecté d'être cancérigène, et inflammable. Tout comme le bromure d'allyle, il est irritant et lacrymogène.